# Stimigliano
Stimigliano est une commune italienne de la province de Rieti, dans la région Latium.

## Administration
| Période                                  | Période | Identité | Étiquette | Qualité |
| ---------------------------------------- | ------- | -------- | --------- | ------- |
|                                          |         |          |           |         |
| Les données manquantes sont à compléter. |         |          |           |         |

### Communes limitrophes
Collevecchio, Forano, Ponzano Romano, Sant'Oreste, Tarano.